# Cosmos 1

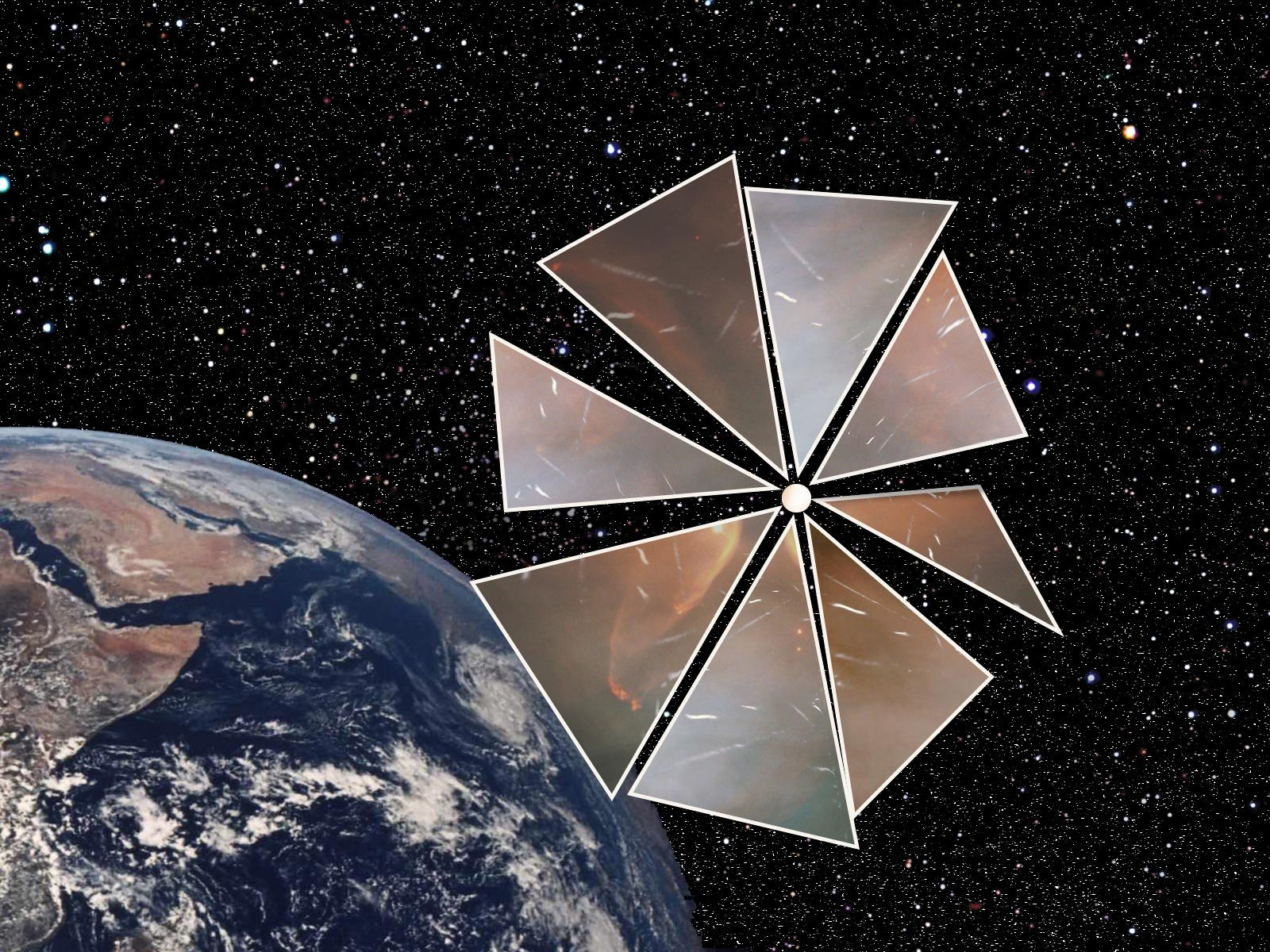
Illustratie van het zonnezeil van Cosmos 1.

Cosmos 1 was de naam van een ruimtevaartproject van The Planetary Society dat tot doel had een satelliet met een zonnezeil in de ruimte te brengen.
Het basisontwerp bestond uit een onbemande satelliet met acht driehoekige zeilen met elk een lengte van 15 meter. Deze werden na de lancering vanuit een centrale as uitgespreid door het opblazen van buizen. Na volledige uitvouwing van deze zeilen zouden deze gebruikt kunnen worden om de satelliet te besturen. De volledige oppervlakte van de zeilen bedroeg 600 vierkante meter. De bouwkosten bedroegen minder dan vier miljoen dollar.
Het apparaat kan tevens worden gebruikt om de invloed van kunstmatige microgolven te testen die er vanaf een radarstation op aarde op worden gericht.
Naar verwachting is de missie geëindigd, omdat het materiaal waarvan de zeilen is gemaakt (mylar, een flinterdun aluminium-achtig materiaal) onder invloed van het zonlicht zal uiteenvallen.
Het vaartuig zou met het blote oog vanaf de aarde zichtbaar moeten zijn. De baan heeft een inclinatie van 78°.
De zeilen werken als spiegels waarop de reflectie van de zonnestralen (fotonen) voor de benodigde energie zorgt.
Omdat op deze manier hoge snelheden kunnen worden ontwikkeld, is volgens sommige deskundigen de zonnezeiltechniek de beste manier om in de toekomst naar andere planeten en naar sterren te reizen.
Deze techniek heeft ook beperkingen. In de buurt van Jupiter wordt het zonlicht zo zwak dat het onvoldoende stuwkracht levert om het schip nog verder te versnellen.

## Lancering
Een test met twee zeilen werd uitgevoerd in 2001. Omdat het vaartuig niet van de draagraket wilde loskoppelen was deze test echter niet succesvol.
De lancering van de satelliet met de volle acht zeilen werd uitgevoerd op 21 juni 2005. Deze lancering vond plaats vanaf een Russische onderzeeboot in de Barentszzee. De bedoeling was om een elliptische baan om de aarde op een hoogte van 800 tot 1000 kilometer te bereiken maar de satelliet slaagde daar niet in. De missie is nu verloren.
Volgens de laatste berichten is het project mislukt, en wordt er geen contact meer met de Cosmos 1 verkregen.
Cosmos 1 werd opgevolgd door LightSail 1 en 2.